# إليجاه سي. هاتشينسون
إليجاه سي. هاتشينسون هو سياسي أمريكي، ولد في 7 أغسطس 1855 في Windsor, New Jersey ‏ في الولايات المتحدة، وتوفي في 25 يونيو 1932 في ترنتون في الولايات المتحدة. نشط حزبياً في الحزب الجمهوري. وقد انتخب عضو مجلس ولاية نيوجيرسي ‏ وانتخب عضو جمعية نيوجيرسي العامة ‏ وانتخب عضو مجلس النواب الأمريكي.